# The Red in the Sky Is Ours
The Red in the Sky is Ours debitantski je studijski album švedske melodičnog death metal sastava At the Gates. Album je 27. srpnja 1992. godine objavila diskografska kuća Peaceville Records. Drugi je put bio pušten u prodaju 1993. godine zajedno s With Fear I Kiss the Burning Darknessom te zadnji put 2003. s bonus pjesmama.

## O albumu
Kad je At the Gates započeo sa snimanjem The Red in the Sky Is Oursa, grupa je postojala tek malo više od godinu dana. U usporedbi s EP-om Gardens of Grief iz 1991. godine, gitarist Anders Björler izjavio je kako je The Red in the Sky Is Ours strukturiraniji, ali da je zasigurno i eksperimentalan. Björler je, k tome, bio vrlo inspiriran idejama gitarista Alfa Svenssona, koje je opisao "ludim" i "vrlo izazovnim". Međutim, naknadno je izjavio kako se skupina "previše trudila impresionirati publiku s prevelikim brojem rifova i čudnim skladanjem". Također je kritizirao produkciju albuma, opisujući ju "čudnom" i "vrlo slabom".

## Popis pjesama
Tekstovi: Tomas "Tompa" Lindberg, osim pjesama "Through Gardens of Grief" i "Neverwhere" koje je napisao Alf Svensson. 
| 1.    | »The Red in the Sky Is Ours / The Season to Come« | Anders Björler                          | 4:41 |
| 2.    | »Kingdom Gone«                                    | Anders Björler, Svensson                | 4:40 |
| 3.    | »Through Gardens of Grief«                        | Svensson                                | 4:03 |
| 4.    | »Within«                                          | Anders Björler, Svensson                | 6:54 |
| 5.    | »Windows«                                         | Anders Björler                          | 3:53 |
| 6.    | »Claws of Laughter Dead«                          | Anders Björler                          | 4:03 |
| 7.    | »Neverwhere«                                      | Svensson                                | 5:41 |
| 8.    | »The Scar«                                        | Anders Björler                          | 2:01 |
| 9.    | »Night Comes, Blood Black«                        | Anders Björler, Svensson                | 5:16 |
| 10.   | »City of Screaming Statues«                       | Anders Björler, Svensson, Jonas Björler | 4:38 |
| 45:50 |                                                   |                                         |      |

| Bonus skladbe s reizdane inačice | Bonus skladbe s reizdane inačice | Bonus skladbe s reizdane inačice | Bonus skladbe s reizdane inačice | Bonus skladbe s reizdane inačice | Bonus skladbe s reizdane inačice | Bonus skladbe s reizdane inačice | Bonus skladbe s reizdane inačice | Bonus skladbe s reizdane inačice | Bonus skladbe s reizdane inačice |
| Br.                              | Skladba                          | Trajanje                         |                                  |                                  |                                  |                                  |                                  |                                  |                                  |
| -------------------------------- | -------------------------------- | -------------------------------- | -------------------------------- | -------------------------------- | -------------------------------- | -------------------------------- | -------------------------------- | -------------------------------- | -------------------------------- |
| 11.                              | »All Life Ends« (uživo)          | 5:36                             |                                  |                                  |                                  |                                  |                                  |                                  |                                  |
| 12.                              | »Kingdom Gone« (uživo)           | 4:50                             |                                  |                                  |                                  |                                  |                                  |                                  |                                  |
| 13.                              | »Ever-Opening Flower« (demo)     | 5:32                             |                                  |                                  |                                  |                                  |                                  |                                  |                                  |
| 61:48                            |                                  |                                  |                                  |                                  |                                  |                                  |                                  |                                  |                                  |

## Recenzije
Eduardo Rivadavia, glazbeni kritičar sa stranice AllMusic, dodijelio je albumu dvije od pet zvjezdica te je izjavio: "Evo što nam je švedski At the Gates rekao svojim prvim albumom, The Red in the Sky is Ours: članovi su iz, ehm, Švedske; bili su vrlo uznemireni radi nečeg -- vjerojatno svojih roditelja; svirali su užasno brzo i bijesno te su uglavnom zvučali kao "beba" Entombed, nudeći vrlo malo inovativnih elemenata rastućoj göteborškoj death metal sceni. I to je uglavnom to. Kasnije će se njihovi doprinosi svrstavati među najbolje death metal uratke, ali za sad samo naslovna skladba i kasnije omiljena koncertna pjesma "Kingdom Gone" pokazuju barem znakove inspiracije. Sve ostalo jedva će zanimati čak i najposvećenije obožavatelje".

## Osoblje
| At the Gates - Anders Björler — gitara - Jonas Björler — bas-gitara - Adrian Erlandsson — bubnjevi - Alf Svensson — gitara - Tomas "Tompa" Lindberg — vokali | Dodatni glazbenici - Gesper Jarold — violina Ostalo osoblje - Hans Hall — inženjer zvuka, miksanje - Göran Björler — naslovnica, fotografija - Lisa Haggren — fotografija |